# 加州学派
加州学派（英語：California School），又称尔湾学派，因其核心人物都在加州的加利福尼亞大學尔湾分校而得名，以一批社会、经济史学家为主，專精研究中国史和世界史，代表人物包括彭慕兰、王國斌、李中清、王丰、康文林、李伯重等，金世杰、安德烈·冈德·弗兰克等人的研究也和加州学派有共通之处，有人将他们列入加州学派。加州学派的特征有反思“西方中心主義”、注重比较研究等。